# Isabel Marant
Isabel Marant (* 12. April 1967 in Boulogne-Billancourt, Département Hauts-de-Seine, Frankreich) ist eine französische Modeschöpferin.

## Leben
Marant ist Tochter eines französischen Vaters und einer deutschen Mutter, die anfangs als Mannequin und später als Direktorin der Modelagentur Elite Model Management arbeitete. Im Alter von fünfzehn Jahren gestaltete Isabel ihre ersten Kleidungsstücke. In den Jahren von 1985 bis 1987 besuchte sie in Paris die Modeschule Studio Berçot. Bereits im darauffolgenden Jahr arbeitete sie mit Michel Klein zusammen und entwarf zusammen mit Bridget Yorke Collectionen für die Marke Yorke et Cole. 1989 entwickelte sie unter ihrem eigenen Namen eine Schmuckmarke und entwickelte Modelle für Claude Montana oder Michel Perry.
Ab dem Jahre 1994 nannte sie ihre bisherige Marke Twen mit ihrem eigenen Isabel Marant, die an im nächsten Jahr zum ersten Mal in einem Défilé zu sehen waren. Ihr großes Atelier richtete sie in Paris im Jahr 1998 ein, dem Jahr, in welchem sie ihre ersten Boutiquen in Paris eröffnete. Bis heute hat sie eine eigene Wäschemarke und eine Marke für Kindermode aufgebaut. Ihre Kreationen haben einen Hang zur Streetwear, ist eine der Bemerkungen zu ihrem Stil.
Marant ist mit dem Modeschöpfer Jérôme Dreyfuss verheiratet, mit dem sie seit 2003 einen Sohn hat.

## Preise
- 1997: Gewinner des Jahres „Award de la Mode“
- 2014: Globe de cristal (arts et culture) der französischen Presse